# Phorusrhacos
 (décembre 2009).
Si vous disposez d'ouvrages ou d'articles de référence ou si vous connaissez des sites web de qualité traitant du thème abordé ici, merci de compléter l'article en donnant les références utiles à sa vérifiabilité et en les liant à la section « Notes et références ».
 (décembre 2016).
Améliorez-le ou discutez des points à vérifier. 
Genre
Phorusrhacos (littéralement, « porteur de loques ») est un genre d'oiseau préhistorique carnivore et inapte au vol, représenté par l'espèce Phorusrhacos longissimus. Il a vécu sur le continent américain pendant le Miocène. C'est le genre type de la famille des phorusrhacidés, rattachée à l'ordre des cariamiformes, dont les seuls représentants actuels sont deux espèces de cariamas.
C'est l'un des plus grands oiseaux prédateurs ayant jamais existé, ce qui lui a valu d'être surnommé l'« Oiseau Terreur » par les premiers paléontologues qui ont étudié ses restes fossiles. Ce nom est cependant aussi attribué aux autres membres de sa famille, comme Kelenken et Titanis, ainsi qu'à Gastornis (qui n'est pas un phorusrhacidé).

## Description physique
Phorusrhacos mesurait entre 2,4 et 2,7 m de haut et pesait approximativement 130 et 150 kg,. Ses longues pattes avaient trois doigts armés de griffes capables d'infliger de sérieuses blessures. Il possédait un plumage serré et un long cou mais sa principale caractéristique était son énorme bec à la mâchoire supérieure fortement crochue. Deux griffes sur ses ailes l'aidaient peut-être à saisir ses proies. Malgré son poids, Phorusrhacos pouvait courir de 50 à 65 km/h.

## Histoire
Les phorusrhacidés sont apparus sur le continent sud-américain il y a 50 Ma. Phorusrhacos, le plus grand représentant des phorusrhacidés, est apparu en Amérique du Sud pendant le Miocène, il y a environ 20 Ma. Les premiers fossiles de ce genre ont été découverts en Argentine en 1887 par le paléontologue argentin Florentino Ameghino.
Le contact des plaques continentales correspondant à l'Amérique du Nord et à l'Amérique du Sud, il y a 3 Ma, a permis aux phorusrhacidés de peupler le nord du continent par le futur isthme de Panama et de migrer jusque dans le sud des actuels États-Unis lors du grand échange inter-américain.
Les espèces du genre Phorusrhacos ont vécu en Amérique du Sud jusqu'à environ la moitié du Miocène.
Le cousin nord-américain du Phorusrhacos est le Titanis qui lui a vécu du Pliocène jusqu'au début du Pléistocène.

## Habitat et mode de vie

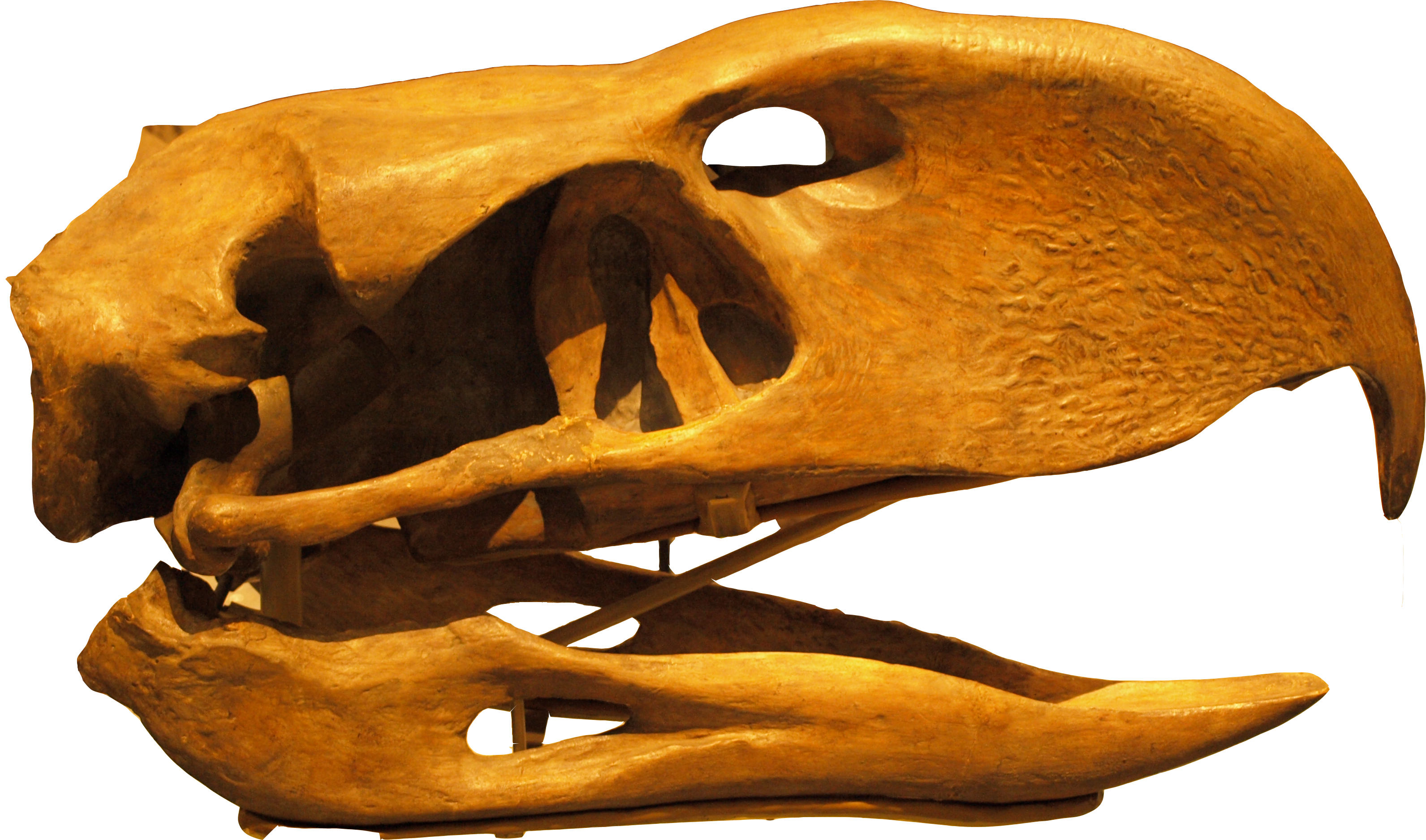
Crâne de Phorusrhacos longissimus.

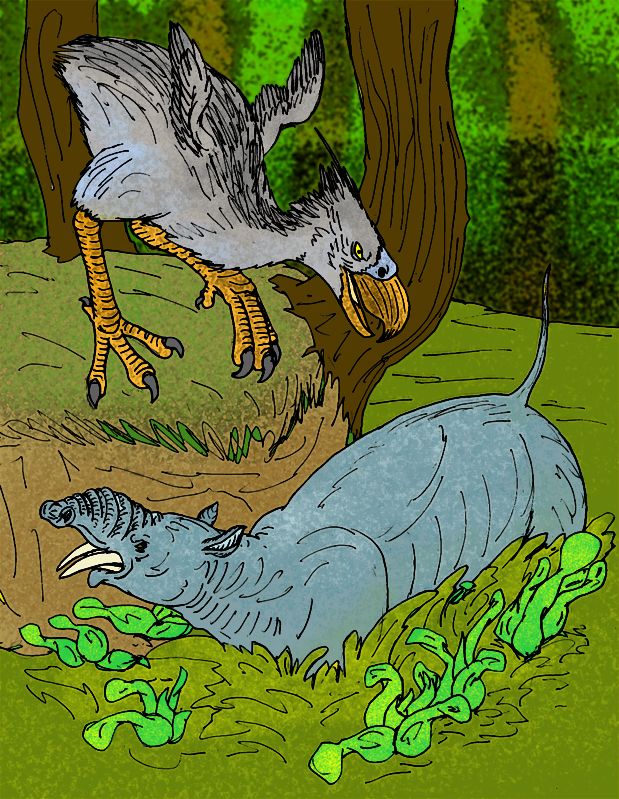
Phorusrhacos attaquant un Astrapotherium.

Phorusrhacos vivait dans les plaines herbeuses d'Amérique du Sud.
Ses méthodes de chasse étaient probablement les mêmes que celle du serpentaire d'Afrique. Il s'approchait subrepticement de sa proie, du genre Macrauchenia ou Hipparion, puis se lançait à sa poursuite. La vitesse maximale de l'animal en course devait atteindre 70 km/h. Lorsqu'il attrapait sa proie, il la tuait à coups de bec et de griffes puis, la maintenant au sol avec l'un de ses pieds, il la dévorait en lui arrachant des morceaux de chair avec son bec.
Il mangeait probablement aussi des petits rongeurs ou des charognes laissées par d'autres prédateurs contemporains comme les félins.
Les causes de son extinction ne sont pas connues. L'hypothèse selon laquelle il aurait subi une chasse excessive de la part d'espèces du genre Homo est aujourd'hui rejetée par la communauté scientifique car les fossiles sont datés d'époques antérieures à l'apparition des hommes. Une autre hypothèse veut que Phorusrhacos aurait subi une trop forte compétition avec la faune prédatrice nord-américaine. Ce point de vue est fortement controversé car il semblerait que les grands carnivores ayant atteint l'Amérique du Sud par l'isthme de Panama seraient arrivés après la disparition du genre Phorusrhacos et qu'ils n'aient pas été une concurrence assez agressive pour représenter une menace pour les phorusrhacidés et certaines espèces comme Thylacosmilus se seraient adaptés à la présence des grands oiseaux prédateurs en se repliant dans les forêts et non l'inverse. Certains documentaires parlent d'une disparition provoquée par les glaciations de la fin du Pliocène mais cette hypothèse est invalide car, jusqu'à preuve du contraire, le genre Phorusrhacos avait déjà disparu à cette époque. Cependant il est possible que les autres phorusrhacidés aient disparu pour ces raisons.

## Littérature, cinéma et télévision
Les « oiseaux terreurs » sont des créatures très connue du public, surtout le Phorusrhacos vu que c'est l'espèce la plus grande, de fait, on le retrouve dans beaucoup de médias.
- Phorusrhacos est l'un des animaux hantant le plateau des dinosaures dans le roman Le Monde perdu d'Arthur Conan Doyle. Il est également l'un des monstres du continent Pellucidar dans le roman du même nom, écrit par Edgar Rice Burroughs.

- Dans le film L'Île mystérieuse (1961) de Cyril Endfield, les naufragés sont attaqués par un Phorusrhacos.

- Dans le film 10 000 (2008) de Roland Emmerich, le héros est attaqué par des Phorusrhacos, représentés deux fois plus grands que leur taille normale.

- Dans la série documentaire Prehistoric Park, Nigel Marven sauve un Phorusrhacos de l'extinction.

- Dans certains des volets de la saga de Square Soft puis de Square Enix, Final Fantasy, ces créatures portent le nom de « Chocobos » à l'exemple de Final Fantasy II, X, X-2 ou XII, et servent fréquemment de montures.

- Un groupe de Phorusrhacos apparaît dans les saisons 3 et 4 de la série Nick Cutter et les Portes du temps.

- Dans le diptyque de science-fiction Ilium/Olympos de Dan Simmons, dans un futur très éloigné, des 'ARNistes' ont reconstitué Phorusrhacos.

- Parmi les animaux futuristes du docufiction Le futur sera sauvage, il y a un oiseau, nommé caracoureur, qui ressemble à Phorusrhacos.

- On peut voir des Phorusracos dans l'épisode 5 de la série documentaire Sur la terre des monstres disparus.
- Phorusracos apparaît dans le jeu Android Jurasic Park Builder ainsi que dans Jurassic World le jeu.
- Phorusracos apparaît dans le jeu arcade Jambo! Safari (Sega, 1999) en tant qu'animal bonus.
- Phorusrhacos apparaît dans le jeu ARK Survival Evolved sous le nom d'Oiseau Terreur.

## Philatélie
En 2008, la poste émet un timbre héliogravé d'une valeur faciale de 0,55 euro. Il porte le n° YT 4176.

## Sources
- L'encyclopédie des dinosaures et de la vie animale primitive, Erpi, 2002  (ISBN 2-7613-1426-3) K14263
- Tim Haines et Paul Chambers, Préhistoire, des dinosaures aux premiers hommes, Fleurus, 2006  (ISBN 9782215053958)
- La taxon sur The Paleobiology Database